# Globus d'Or del 2013
La 70a cerimònia dels Premis Globus d'Or va tenir lloc a Beverly Hills (Califòrnia) el diumenge 13 de gener del 2013. Les candidatures van ser anunciades el 13 de desembre del 2012.

## Nominacions i guanyadors
Els guanyadors en negreta.

### Premi Cecil B. DeMille
Jodie Foster

### Cinema
| Millor pel·lícula | Millor pel·lícula |
| Drama | Musical o Comèdia |
| --- | --- |
| - Argo - Django desencadenat - Life of Pi - Lincoln - Zero Dark Thirty | - Les Misérables - The Best Exotic Marigold Hotel - Moonrise Kingdom - La pesca del salmó al Iemen - Silver Linings Playbook |
| Millor interpretació - Drama | |
| Actor | Actriu |
| - Daniel Day-Lewis – Lincoln com Abraham Lincoln - Richard Gere – Arbitrage com Robert Miller - John Hawkes – The Sessions com Mark O'Brien - Joaquin Phoenix – The Master com Freddie Quell - Denzel Washington – Flight com William "Whip" Whitaker                                   | - Jessica Chastain – Zero Dark Thirty com Maya - Marion Cotillard – Rust and Bone com Stéphanie - Helen Mirren – Hitchcock com Alma Reville - Naomi Watts – The Impossible com Maria Bennett - Rachel Weisz – The Deep Blue Sea com Hester Collyer                                                                             |
| Millor interpretació - Musical o Comèdia | |
| Actor | Actriu |
| - Hugh Jackman – Les Misérables com Jean Valjean - Jack Black – Bernie com Bernie Tiede - Bradley Cooper – Silver Linings Playbook com Pat Solitano - Ewan McGregor – La pesca del salmó al Iemen com Alfred "Fred" Jones - Bill Murray – Hyde Park on Hudson com Franklin D. Roosevelt | - Jennifer Lawrence – Silver Linings Playbook com Tiffany Maxwell - Emily Blunt – La pesca del salmó al Iemen com Harriet Chetwode-Talbot - Judi Dench – The Best Exotic Marigold Hotel com Evelyn Greenslade - Maggie Smith – Quartet com Jean Horton - Meryl Streep – Hope Springs com Kay Soames                            |
| Actor secundari | Actriu secundària |
| - Christoph Waltz – Django desencadenat com Dr. King Schultz - Alan Arkin – Argo com Lester Siegel - Leonardo DiCaprio – Django desencadenat com Calvin J. Candie - Philip Seymour Hoffman – The Master com Lancaster Dodd - Tommy Lee Jones – Lincoln com Thaddeus Stevens             | - Anne Hathaway – Les Misérables com Fantine - Amy Adams – The Master com Peggy Dodd - Sally Field – Lincoln com Mary Todd Lincoln - Helen Hunt – The Sessions com Cheryl Cohen Greene - Nicole Kidman – The Paperboy com Charlotte Bless                                                                                      |
| Millor director | Millor guió |
| - Ben Affleck – Argo - Kathryn Bigelow – Zero Dark Thirty - Ang Lee – Life of Pi - Steven Spielberg – Lincoln - Quentin Tarantino – Django desencadenat | - Quentin Tarantino – Django desencadenat - Chris Terrio – Argo - Tony Kushner – Lincoln - David O. Russell – Silver Linings Playbook - Mark Boal – Zero Dark Thirty |
| Millor banda sonora | Millor cançó original |
| - Mychael Danna – Life of Pi - Dario Marianelli – Anna Karenina - Alexandre Desplat – Argo - John Williams – Lincoln - Tom Tykwer, Johnny Klimek i Reinhold Heil – Cloud Atlas | - "Skyfall" (Adele i Paul Epworth) – Skyfall - "For You" (Keith Urban i Michael McDevitt) – Act of Valor - "Not Running Anymore" (Jon Bon Jovi) – Stand Up Guys - "Safe & Sound" (Taylor Swift i The Civil Wars) – Els jocs de la fam - "Suddenly" (Claude-Michel Schönberg, Alain Boublil i Herbert Kretzmer)– Les Misérables |
| Millor pel·lícula d'animació | Millor pel·lícula de parla no anglesa |
| - Brave - Frankenweenie - Hotel Transsilvània - L'origen dels guardians - En Ralph, el destructor | - Amour • Àustria - A Royal Affair • Dinamarca - Intocable • França - Rust and Bone • França i Bèlgica - Kon-Tiki • Noruega |